# Robert Matthew Sully
Pour les articles homonymes, voir Sully.
Robert Matthew Sully (17 juillet 1803 – 28 octobre 1855) est un artiste peintre américain, notamment connu pour ses portraits d'Amérindiens. Il est le neveu du peintre Thomas Sully.

## Galerie

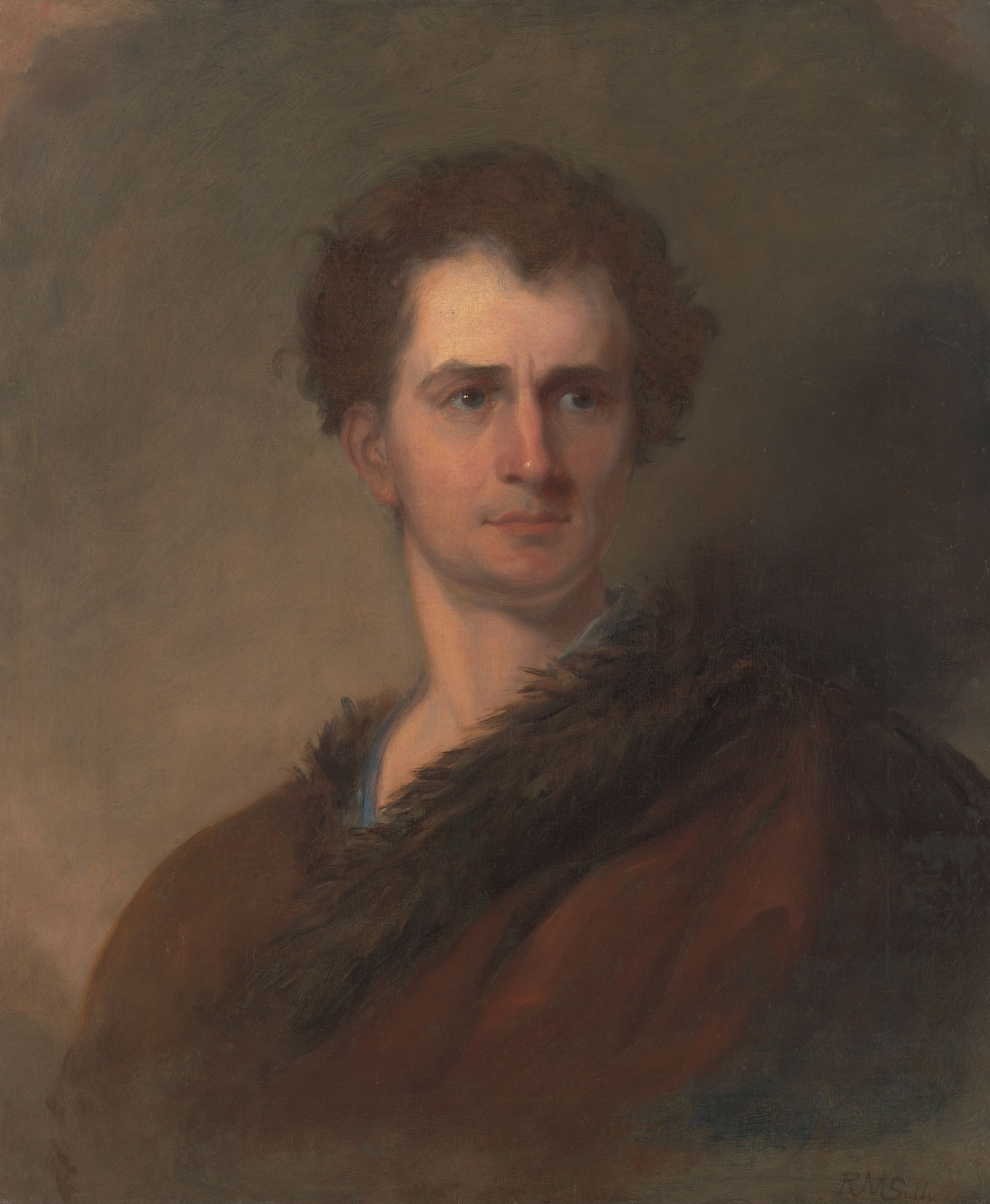
Junius Brutus Booth (en)
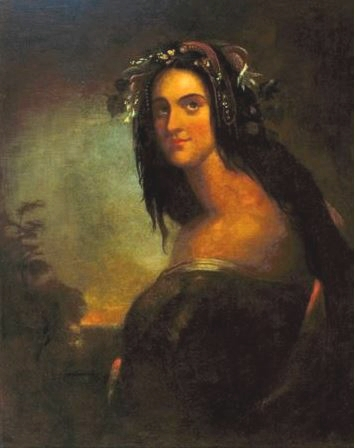
Pocahontas
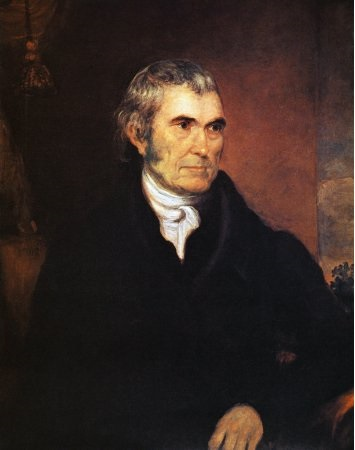
John Marshall